# Ferdinand Sarrien

Ferdinand Sarrien

Ferdinand Sarrien (* 15. Oktober 1840 in Bourbon-Lancy im Département Saône-et-Loire; † 28. November 1915 in Paris) war ein französischer Politiker der Dritten Französischen Republik.

## Leben
Sarrien studierte Rechtswissenschaften und wurde 1870 Mitglied der Rechtsanwaltskammer von Lyon. Nach dem Deutsch-Französischen Krieg zog er wieder nach Bourbon-Lancy und wurde im Oktober 1871 nach dem Tod seines Vaters Bürgermeister und Generalrat seines Geburtsortes. Vorübergehend von 1873 bis 1876 von seinem Bürgermeisteramt enthoben, wurde er 1876 für die Linke in die Abgeordnetenkammer gewählt und behielt seinen Sitz bis 1908.
Henri Brisson berief Sarrien im April 1885 als Minister für Post und Telegraphie in seine Regierung. Sarrien leitete in den darauffolgenden Jahren weitere zwei weitere Ministerien: Von Januar bis Dezember 1886, von Dezember 1887 bis März 1888 und im März und April 1896 das Innenministerium sowie von Dezember 1886 bis Mai 1887 und von Juni bis Oktober 1898 das Justizministerium.
Am 14. März 1906, kurz nachdem ihm die Abgeordnetenkammer zu ihren Vizepräsidenten gewählt hatte, wurde Sarrien mit der Bildung einer neuen Regierung beauftragt, zu der neben Sarrien selbst als Président du Conseil auch Aristide Briand, Georges Clemenceau und Henri Poincaré gehörten. In seiner Amtszeit wendete er die Trennung von Kirche und Staat strikt, aber ohne Repressionen, an und die Laizisierung des Bildungswesens wurde vorangetrieben. Am 19. Oktober des gleichen Jahres trat Sarrien aus gesundheitlichen Gründen zurück und Clemenceau übernahm Sarriens Posten.
Im August 1908 wurde Sarrien in den Senat für sein Heimatdépartement Saône-et-Loire gewählt, in dem er sich der Fraktion der demokratischen Linken anschloss. Bis zu seinem Tod 1915 blieb er, weniger politisch aktiv, Mitglied der Kammer.
1871 wurde Sarrien als Ritter der Ehrenlegion ausgezeichnet.